# Надхрящница
Надхря́щница или Перихо́ндрий (греч. περιχόνδριον от др.-греч. περι — приставка со смыслом: «сверх» + др.-греч. χονδρός — «хрящ») — плотная васкуляризированная соединительнотканная оболочка, покрывающая хрящ растущей кости, рёберный гиалиновый хрящ, хрящи гортани и т.д. Суставной хрящ лишён надхрящницы. Надхрящница служит для роста и репарации хрящевой ткани. Состоит из двух слоёв — наружного (фиброзного) и внутреннего (хондрогенного, камбиального). Фиброзный слой содержит фибробласты, продуцирующие коллагеновые волокна, и без резких границ переходит в окружающую соединительную ткань. Хондрогенный слой содержит незрелые хондрогенные клетки и хондробласты. В процессе окостенения надхрящница преобразуется в надкостницу. 